# Bajangan
Bajangan is een bestuurslaag in het regentschap Pasuruan van de provincie Oost-Java, Indonesië. Bajangan telt 2173 inwoners (volkstelling 2010).